# Sluh
Slúh je sposobnost zaznavanja zvoka.
Pri ljudeh je čutilo za sluh uho, ki hkrati opravlja še vlogo ravnotežnega centra, ki ga Aristotel ni uvrstil na tradicionalni seznam petih čutov. Podobno velja za vse sesalce. Tudi številni drugi organizmi posedujejo nekakšno obliko sluha, pri katerem uporabljajo neko vrsto ušesa, druge strukture, ali pa kombinacijo obojega.
Navadno navajajo podatek, da je človeško uho občutljivo za zvok s frekvencami med 20 Hz in 20 kHz, vendar pa se ta razpon močno spreminja glede na starost, poklicne poškodbe sluha in spol. Posamezniki so zmožni zaznavati zvok do frekvence 22 kHz in morda še več, medtem ko je meja za druge 16 kHz. Frekvencam v tem območju pravijo tudi zvočne ali »avdio«-frekvence. Zvoku z višjimi frekvencami pravimo ultrazvok, zvoku z nižjimi pa infrazvok. Ljudje infrazvok s frekvenco 16 Hz zaznavamo kot vibracije.
Sluh nekaterih organizmov sega tudi v območje ultrazvoka ali infrazvoka. Nekateri netopirji uporabljajo ultrazvok za eholokacijo med letom. Tudi psi zaznavajo ultrazvok; na tem načelu deluje »neslišna« pasja piščalka. Kače zaznavajo infrazvok s svojim trebuhom; obstajajo dokazi, da ga za komunikacijo uporabljajo tudi kiti in sloni.
Po nekaterih virih naj bi tudi ljudje podzavestno zaznavali ultrazvok in infrazvok. Slednji naj bi vplival na čustva.

## Gluhost in naglušnost
Gluhi in naglušni ljudje imajo okvare, ki zajemajo uho, njegove strukture in funkcije, povezane z njim:
- Okvara sluha
- Slušna prizadetost